# Мартыновка (Красноградский район)
Мартыновка (укр. Мартинівка) — село, Мартыновский сельский совет, Красноградский район, Харьковская область, Украина.
Код КОАТУУ — 6323382501. Население по переписи 2001 года составляет 387 (191/196 м/ж) человек.
Является административным центром Мартыновского сельского совета, в который, кроме того, входят сёла
Ольховый Рог,
Вознесенское,
Гадяч,
Добренькая и
Каменка.

## Географическое положение
Село Мартыновка находится в 2-х км от реки Берестовая, к селу примыкают сёла Вознесенское и Добренькая. К селу примыкают лесные массивы. Через село проходит автомобильная дорога Т-2119.

## История
- 1860 — дата основания.
- Из "Списка о роде Дворянина поручика Фёдора Мартынова, во Константиноградском повете живущаго марта 1824 года".

"Фёдор Андреев сын Мартынов, владеет недвижимым имением в Константиноградском Повете 50 отроду лет. Женат на дочери коллежского асессора Матвея Коваленкова, девице Татьяне. Имеет сыновей: Михаила 16, Владимира 11, Ивана 7, Константина 5. Дочерей: Анну 20, Марию 18, Александру 13, Катерину 9 и Ульяну 2 лет.
По последней ревизии записанных за ним крестьян наследственных Константиноградского Повета в деревне Мартыновке мужеска 41, женска 35 душь".
Подписано: Занимающий должность Маршала Константиноградского Повета Хоренжий Осип Левченко. 1825 года Февраля 5 дня.
Из патента № 840 выданного Государственной Военной коллегией отцу поручика Фёдора Мартынова, Андрею Мартынову 3-го октября 1782 года, явствует что Андрей Мартынов из Вахмистров Всемилостивейше пожалован Прапорщиком 9-го декабря 1780 года.
Из этих документов делается вывод, что дата основания деревни не позднее конца 18-го века.

## Экономика
- Молочно-товарная ферма.